# Neotrichia canixa
Neotrichia canixa är en nattsländeart som först beskrevs av Martin E. Mosely 1937.  Neotrichia canixa ingår i släktet Neotrichia och familjen smånattsländor. Inga underarter finns listade i Catalogue of Life.